# Sam Sadigursky
Sam Sadigursky (* 17. April 1979) ist ein US-amerikanischer Jazzmusiker (Saxophone, Klarinette, Flöte, auch Gesang, Keyboard, Perkussion, Komposition).

## Leben und Wirken
Sam Sadigursky arbeitete ab den späten 1990er-Jahren als professioneller Musiker; nach ersten Aufnahmen mit Eivind Opkvik und Jacob Sacks (Spiral, 1999) spielte er (meist in New York) mit Musikern wie Pete Robbins, Jason Rigby (ranslucent Space, 2005), Jack Donahue, Julie Hardy, Matt Holman und Rob Mosher; 2006 nahm er sein Debütalbum The Words Project auf, an dem neben den Instrumentalisten Pete Rende, Nate Radley, Robert Burkhart, Eivind Opsvik, Tommy Crane auch die Sängerinnen Heather Masse, Becca Stevens, Monika Heidemann und Noam Weinstein beteiligt waren. 2008 folgte Words Project II (u. a. mit Becca Stevens, Monika Heidemann und Wendy Gilles), 2009 Words Project III: Miniatures.
Im Bereich des Jazz war er zwischen 2001 und 2016 an 18 Aufnahmesessions beteiligt, des Weiteren auch mit Darcy James Argues Secret Society (Presents Infernal Machines, 2008), Roberta Piket, Emilio Teubal, Gregory Tardy, Frank Carlberg (Monk Dreams, Hallucinations and Nightmares, 2016). Des Weiteren spielte er mit Brad Mehldau, Lucia Pulido, Gabriel Kahane, Edmar Castañeda, Linda Oh, dem Mingus Orchestra, Jamie Baum und Pablo Mayor. Zu hören ist er u. a. auch auf Dynamic Maximum Tension (2023) von Darcy James Argue’s Secret Society und auf Jamie Baums What Times Are These (2024).
Für sein Album Follow the Stick wurde er 2015 in der Kategorie Rising Star (Klarinette) vom Down Beat Magazine Critic’s Poll gewählt. Als Komponist schrieb er Werke für Film und Tanz; außerdem veröffentlichte er drei Lehrbücher für Klarinette und Saxophone. Er erhielt Stipendien von Chamber Music America, ASCAP und der Jerome Foundation.

## Diskographische Hinweise
- Sam Sadigursky, Jacob Sacks, Eivind Opsvik, Don Peretz: Spiral (Unleaded Records, 1999)
- Follow the Stick (bjurecords, 2015), u. a. mit Bobby Avey, Jason Palmer, Chris Dingman, Jordan Perlson